# Pyreneisk gems
Pyreneisk gems (Rupicapra pyrenaica), är en art i familjen slidhornsdjur (Bovidae) som förekommer i södra Europa. Den är nära släkt med gemsen, och bägge arter bildar tillsammans släktet gemsarna (Rupicapra).

## Namn
Pyreneisk gems har först under senare år givits status som egen art skild från gems, och benämningen pyreneisk gems är inte särskild spridd på svenska. På flera andra språk, inklusive på italienska (camoscio pirenaico) och katalanska (isard pirinenc), är detta dock det etablerade namnet (även latinets Rupicapra pyrenaica betyder "pyreneisk gems"). På franska särskiljs de båda Rupicapra-arterna som chamois (gems) och isard (Rupicapra pyrenaica), enligt de två traditionella regionala benämningarna på "gemsar".

## Kännetecken
Djuret når en kroppslängd mellan 90 och 130 centimeter och därtill kommer en 3 till 4 centimeter lång svans. Mankhöjden ligger ungefär vid 80 centimeter och vikten varierar mellan 24 och 50 kilogram. På sommaren är pälsen kort och rödaktig (tydlig mer röd än hos gemsen). Vinterpälsen är lång, tät och mörkbrun, ibland med kännetecknande vita fläckar på bakre halsen, skulrorna och sidorna. De upp till 20 cm langa hornen finns hos bägge kön. Hornen växer först uppåt och sedan bakåt, liksom en krok.

## Utbredning och habitat
Som namnet antyder lever arten i Pyrenéerna men den förekommer även i Kantabriska bergen i nordvästra Spanien samt på Apenninerna i centrala Italien. Beståndet i Italien listas vanligen som underart med namnet Rupicapra pyrenaica ornata. Habitatet utgörs främst av ängar och klippiga regioner i bergstrakter, och djuret undvikar vanligen skogar.

## Levnadssätt
Djuret har bra förmåga att klättra i bergstrakter. Under sommaren vandrar individerna till högre höjder. Honor och deras ungdjur bildar flockar och hannar lever utanför parningstiden främst ensam.
De är växtätare som livnär sig beroende pa årstiden av örter, gräs, mossa, lav och andra växtdelar.
Efter dräktigheten som varar omkring 170 dagar föder honan under våren oftast ett enda ungdjur. Sällan förekommer tvillingar eller tre ungar per kull.

## Pyreneisk gems och människor
Arten hotas av jakt samt av förstöringen av levnadsområdet. För närvarande listas arten av IUCN som livskraftig. Det totala beståndet uppskattas till 35 000 individer.
Den italienska underarten gäller däremot som hotad. Under 1990-talet fanns bara 300 till 400 individer kvar. För att bevara underarten inrättades bland annat Parco nazionale d'Abruzzo, Lazio e Molise, och antalet individer har sedan dess stigit till cirka 1 000. Dessutom avlas underarten i vissa djurparker.
Den italienska underarten Rupicapra pyrenaica ornata, italiensk stenget, har ökat i antal de senaste åren och hotas inte längre av utrotning. Därför föreslår nu EU att handeln öppnas.